# Марк Ливий Дентер
Марк Ли́вий Де́нтер (лат. Marcus Livius Denter) — римский политический деятель из плебейского рода Ливиев, консул 302 года до н. э. Участник сражения при Сентине.
В 302 году Марк Ливий стал консулом вместе с Марком Эмилием Павлом. В тот год была возобновлена война с эквами, но консулы не принимали в ней участия: для командования армией был назначен диктатор.
В 299 году Марк Ливий стал одним из первых плебеев, избранных понтификами. В этой должности он сопровождал в 295 году Публия Деция Муса на войну с галлами. Во время битвы при Сентине Публий Деций приказал Марку Ливию повторять напутственные слова, а сам, бросившись на галльские копья, встретил свою смерть. Незадолго до этого он оставил Марка Ливия за претора.